# Белбеф
Белбеф (фр. Belbeuf) насеље је и општина у северној Француској у региону Горња Нормандија, у департману Приморска Сена која припада префектури Руан.
По подацима из 2011. године у општини је живело 1981 становника, а густина насељености је износила 301,98 становника/km². Општина се простире на површини од 6,56 km². Налази се на средњој надморској висини од 156 метара (максималној 161 m, а минималној 2 m).

## Демографија
| 1962. | 1968. | 1975. | 1982. | 1990. | 1999. | 2011. |
| ----- | ----- | ----- | ----- | ----- | ----- | ----- |
| 901   | 1.240 | 1.409 | 1.681 | 1.696 | 2.032 | 1.981 |

График промене броја становника у току последњих година